# Alișer Usmanov
Alișer Usmanov (în rusă Алише́р Бурха́нович Усма́нов; în uzbecă Alisher Usmonov; n. 9 septembrie 1953, Chust, Uzbekistan) este un om de afaceri rus de origine uzbecă.
A fost cel mai bogat om din Rusia și este în prezent (2015), potrivit clasamentului alcătuit de revista Forbes, al treilea din Rusia și al 71-lea din lume cu o avere estimată la 13,4 miliarde de dolari. Și-a construit bogăția prin investiții în metal și minerit, în special o participație majoritară din Metalloinvest, un mare producător rus de oțel și de minereu de fier. Deține și acțiuni la operatorul de telefonie mobilă MegaFon precum și la grupul Mail.ru, o companie de Internet. Este proprietarul cotidianului rus Kommersant. 
Deține 30% din acțiuni la clubul britanic de fotbal Arsenal FC. Este un fost sabrer pentru Uzbekistan și a fost președinte al Federației Ruse de Scrimă din 2001 până în 2009 și al Confederației Europene de Scrimă din 2005 până în 2009. Din anul 2008 prezidează Federația Internațională de Scrimă.

## Averea și poziția în Forbes
Revista Forbes a estimat în 2012 averea lui Usmanov la 18,1 miliarde de dolari (numărul 28 în lume și numărul 1 în Rusia).
În 2016, revista Forbes a estimat averea lui Usmanov la 12,5 miliarde de dolari (numărul 3 în Rusia).
În aprilie 2010, ziarul britanic The Sunday Times l-a inclus pe Usmanov printre cei mai bogați oameni din Marea Britanie. A fost pe locul șase în clasament, cu o avere de 4,7 miliarde de lire sterline (o creștere cu 213% față de anul trecut). În aprilie 2013, el a fost numit cel mai bogat om din Marea Britanie, conform The Rich Times Rich List. În 2016, Usmanov a intrat în clasamentul Top 10 a celor mai bogați oameni din Elveția.
În februarie 2017, în ratingul Forbes actualizat, omul de afaceri Alișer Usmanov a fost plasat pe poziția a 5-a a ratingului rus și pe locul 66 în clasamentul mondial, cu un capital de 15,2 miliarde de dolari. În 2019, Alișer Usmanov a ocupat poziția nouă în clasamentul celor mai bogați 20 de oameni de afaceri din Rusia, publicat de revista Forbes. Pentru 2018, capitalul său a crescut cu 100 de milioane de dolari și sa ridicat la 12,6 miliarde de dolari.

## Interese de afaceri

### MegaFon
Usmanov este co-proprietar al celui de-al doilea mare operator de telefonie mobilă din Rusia, MegaFon. Abonatul bazat pe carieră a crescut semnificativ în ultimul deceniu, depășind 65 de milioane de membri. 
Întreprinderea comună dintre USM Holdings,  Mail.ru și Alibaba în 2018, de asemenea, a însemnat că Usmanov va vinde pachetul său de 10%, în valoare de aproximativ 486 milioane dolari, în Mail.ru către Alibaba.

### Investiția Apple
În 2013, s-a spus că a investit 100 de milioane de dolari în Apple. Ulterior, a renunțat la acțiunile sale la începutul lui 2014.

### Gazprom Invest Holdings
Usmanov a fost directorul general al Gazprom Invest Holdings, filiala deținătoare de investiții a companiei rusești de gaze naturale, Gazprom, care a gestionat-o de mai mult de un deceniu. În acest timp a investit în DST și pe Facebook și Twitter holdings. Usmanov a părăsit compania în 2014.
In 1994-1998, Usmanov, at the head of the Interbank Investment and Financial Company Interfin, collected debts for gas. In the late 1990s, Usmanov met Rem Vyakhirev; By pooling their efforts and finances, Gazprom and Interfin acquired controlling stakes in the Oskol Electrometallurgical Plant (OEMK) and the Lebedinsky Mining and Processing Plant, consolidating them into Gazmetall. In 2002, Usmanov's Interfin bought out Gazprom's stake in this company and became the sole controlling shareholder. In 2005, Usmanov, together with Vasily Anisimov, acquired Mikhailovsky GOK from Boris Ivanishvili. In 2006, all the mentioned assets were consolidated into Metalloinvest, Anisimov and Vladimir Skoch  became its co-owners together with Usmanov (to whom the shares were transferred in 1999 after his son Andrey Skoch  became a deputy State Duma)